# Ut sementem feceris, ita metes

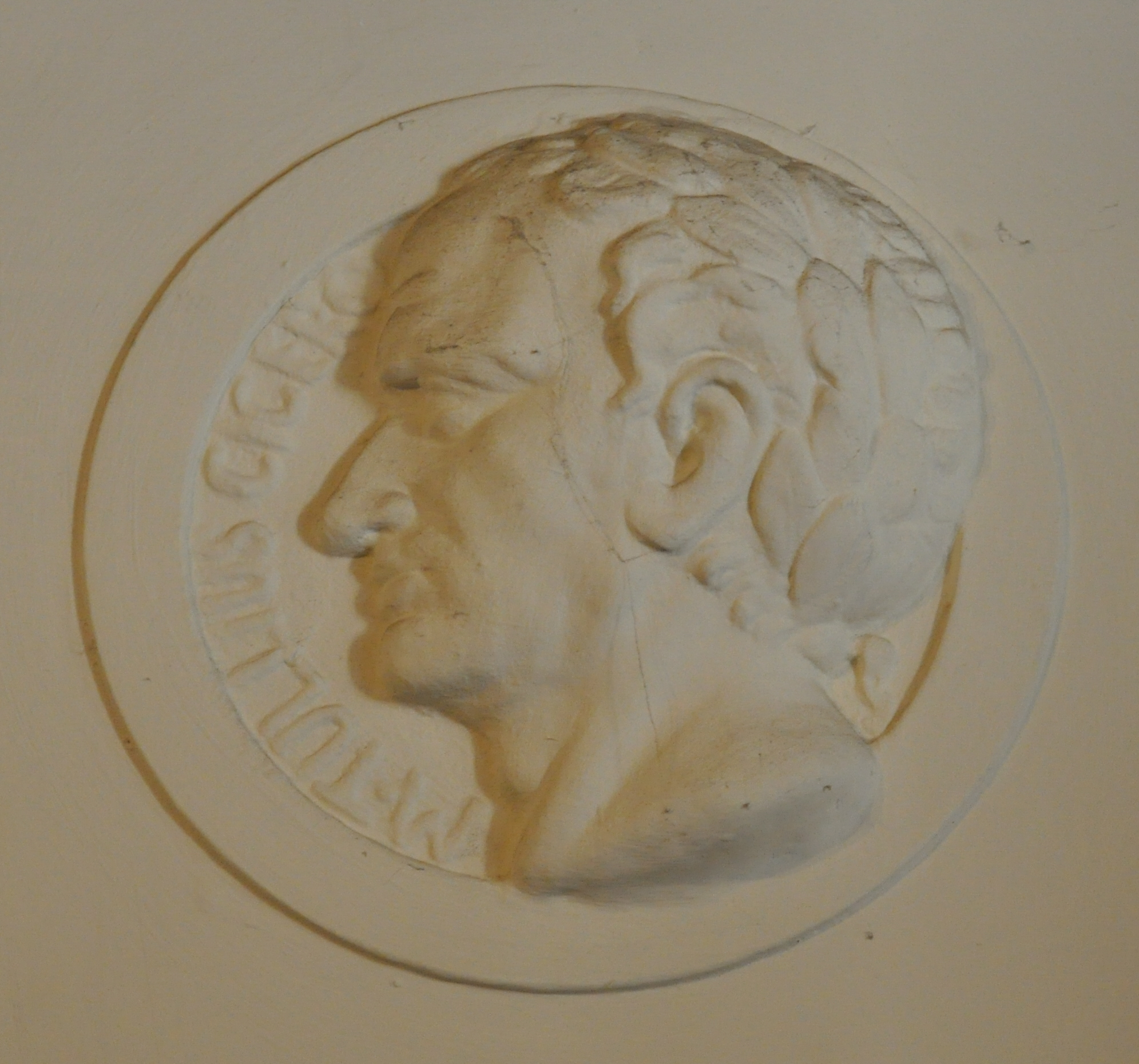
Цицерон — видатний давньоримський оратор і політик, у творі якого зустрічається дана фраза

Ut sementem feceris, ita metes (укр. Що посієш, те й пожнеш) — латинський крилатий вираз.

## Приклади в українській літературі
Леонід Глібов у байці «Вовк і кіт»
|  | І так-таки ти сам себе вини: Що, братику, посіяв, те й пожни! |